# Gischā

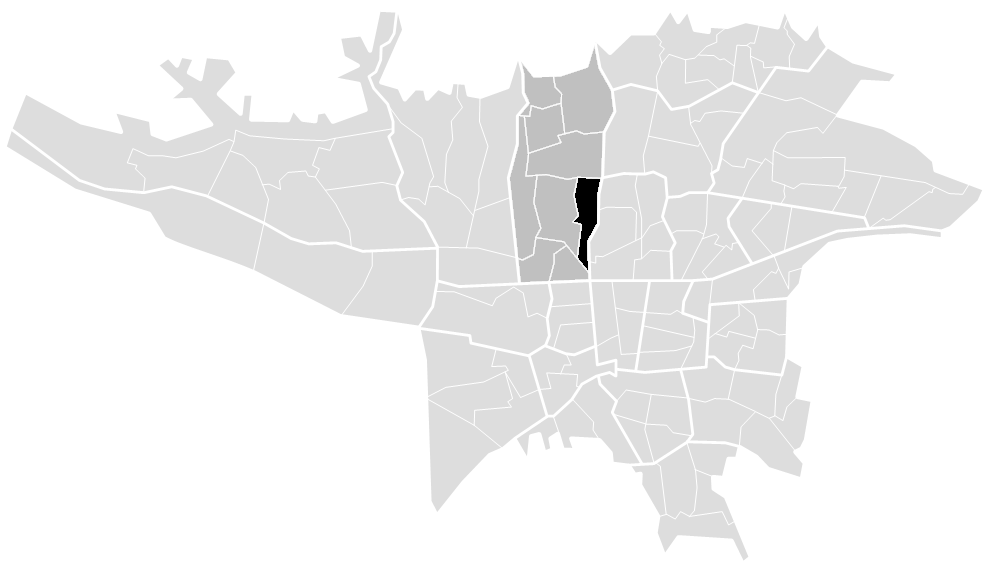
Lage von Gischa in Teheran

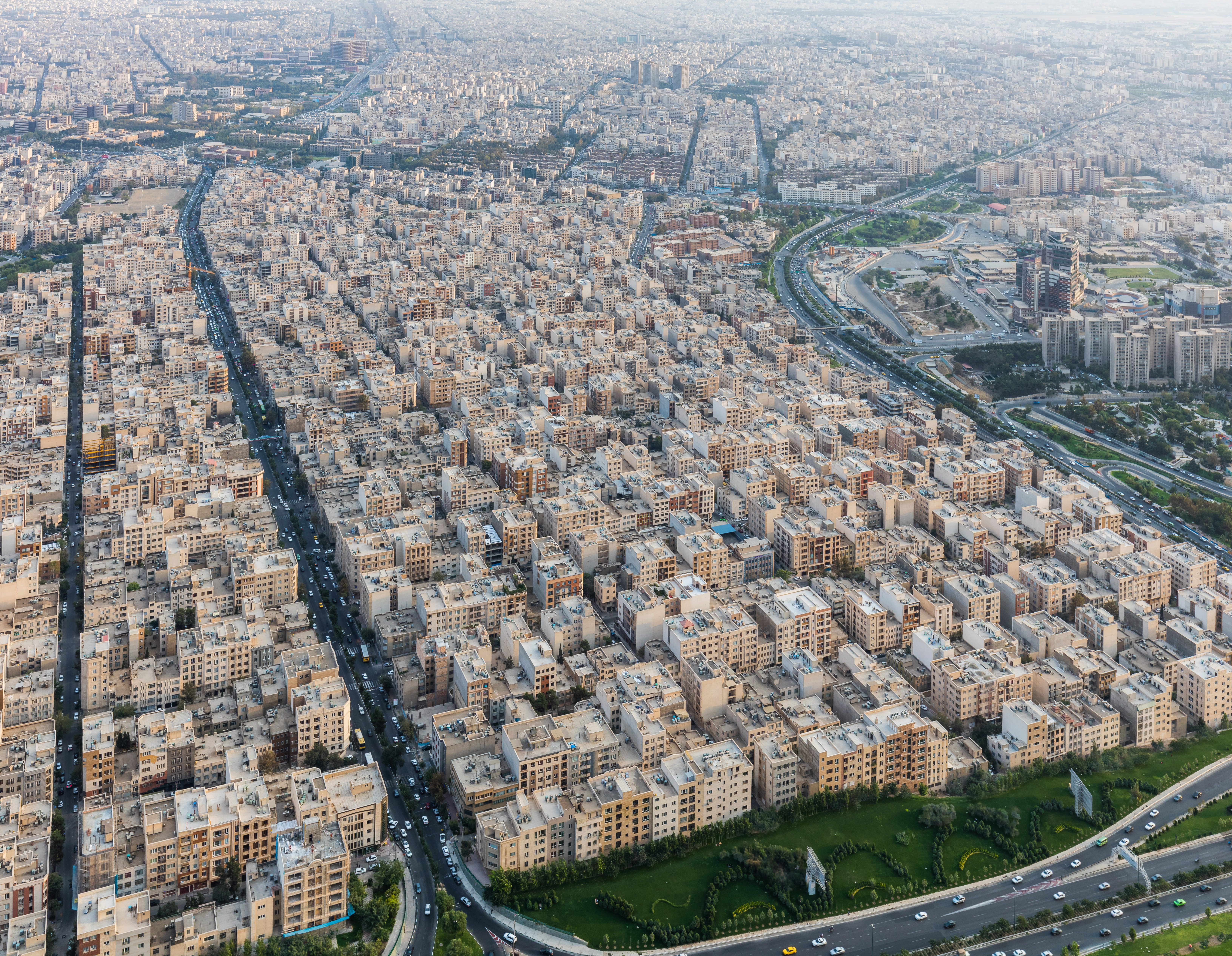
Luftbildaufnahme des Stadtteils Gischā

Gischā (auch Gisha persisch گیشا, oder Kuy-e Nasr persisch کوی نصر) ist ein Stadtteil im Westen von Teheran. 
In dem Stadtteil befinden sich unter anderem der 435 m hohe Milād-Turm und die Zentrale der iranischen Bank für Landwirtschaft. Weiterhin bekannt ist der Nasr-Basar.
Westlich des Stadtteils liegt der Pardisan-Park.